# Myriochele riojai
Myriochele riojai är en ringmaskart som beskrevs av Parapar 2003. Myriochele riojai ingår i släktet Myriochele och familjen Oweniidae. Inga underarter finns listade i Catalogue of Life.